# Kremlin Cup 2006 - Qualificazioni doppio femminile
Le qualificazioni del doppio femminile del Kremlin Cup 2006 sono state un torneo di tennis preliminare per accedere alla fase finale della manifestazione. I vincitori dell'ultimo turno sono entrati di diritto nel tabellone principale. In caso di ritiro di uno o più giocatori aventi diritto a questi sono subentrati i lucky loser, ossia i giocatori che hanno perso nell'ultimo turno ma che avevano una classifica più alta rispetto agli altri partecipanti che avevano comunque perso nel turno finale.
Le qualificazioni del doppio del torneo Kremlin Cup 2006 prevedevano 4 coppie partecipanti di cui una è entrata nel tabellone principale.

## Teste di serie
1. Assente

1. Alla Kudrjavceva /  Tat'jana Puček (Qualificate)

## Tabellone

### Legenda
| - Q = Qualificato - WC = Wild card - LL = Lucky loser | - ALT = Alternate - SE = Special Exempt - PR = Protected Ranking | - w/o = Walkover - r = Ritirato - d = Squalificato |

|  | Primo turno                   | Primo turno                          | Primo turno                          | Primo turno                          | Primo turno |  |  | Ultimo turno | Ultimo turno                    | Ultimo turno                    | Ultimo turno | Ultimo turno |  |
|  |                               |                                      |                                      |                                      |             |  |  |              |                                 |                                 |              |              |  |
|  | Alberta Brianti Kathrin Wörle | Alberta Brianti Kathrin Wörle        | Alberta Brianti Kathrin Wörle        | Alberta Brianti Kathrin Wörle        | 9           |  |  |              |                                 |                                 |              |              |  |
|  | Elena Čalova Angelina Gabueva | Elena Čalova Angelina Gabueva        | Elena Čalova Angelina Gabueva        | Elena Čalova Angelina Gabueva        | 7           |  |  |              | Alberta Brianti Kathrin Wörle   | Alberta Brianti Kathrin Wörle   | 3            | 4            |  |
|  | 2                             | Alla Kudrjavceva Tat'jana Puček      | Alla Kudrjavceva Tat'jana Puček      | Alla Kudrjavceva Tat'jana Puček      | 8           |  |  | 2            | Alla Kudrjavceva Tat'jana Puček | Alla Kudrjavceva Tat'jana Puček | 6            | 6            |  |
|  |                               | Vasilisa Davydova Yulia Solonitskaya | Vasilisa Davydova Yulia Solonitskaya | Vasilisa Davydova Yulia Solonitskaya | 1           |  |  |              |                                 |                                 |              |              |  |